# Piryn
Piryn (bułg.: Пирин = Pirin) – pasmo górskie w południowo-zachodniej Bułgarii. Najwyższym szczytem jest Wichren (2914 m n.p.m.) o współrzędnych geograficznych 41°45′50″N 23°25′30″E. Pasmo rozciąga się na przestrzeni ok. 40 km (od północnego zachodu do południowego wschodu). Jego szerokość wynosi ok. 25 km. Większość obszaru objęta jest ochroną Parku Narodowego Pirynu. Nazwa gór pochodzi od Peruna (Перун), najwyższego bóstwa panteonu słowiańskiego, boga grzmotów i piorunów.
Na północnym krańcu Pirynu znajduje się przełęcz Predeł, która oddziela te góry od Riły, najwyższego pasma w Bułgarii. Z kolei na południu Piryn styka się z pasmem Sławjanka. Zachodnią granicę Pirynu wyznacza dolina Strumy, a wschodnią – dolina Białej i Czarnej Mesty.
Piryn słynie z bogactwa flory i fauny. Większość obszaru jest zalesiona; znajdują się tu najdorodniejsze lasy iglaste w Bułgarii, w których występują znaczące populacje bałkańskich endemitów: sosny rumelijskiej, sosny bośniackiej i jodły bułgarskiej. Do spotykanych w tym paśmie zwierząt należą wilk szary i niedźwiedź brunatny.
Na północno-wschodnich zboczach Pirynu leży Bansko, ważny ośrodek turystyki i sportów zimowych. Między Pirynem na południu a Riłą na północy w dolinie Razłog znajduje się miasto o tej samej nazwie, Razłog.

## Topografia
Piryn jest drugim co do wysokości pasmem w Bułgarii po Rile (2925 m n.p.m.) i ósmym w Europie po Kaukazie, Alpach, Sierra Nevadzie, Pirenejach, masywie Etny, wspomnianej wyżej Rile i masywie Olimpu (przy założeniu, że każde z nich reprezentowane jest tylko przez najwyższy szczyt). Powierzchnia Pirynu wynosi 2585 km², a średnia wysokość – 1033 m n.p.m. Pasmo położone jest w południowo-zachodniej części kraju między rzekami Struma i Mesta. Na północy przełęcz Predeł (1142 m n.p.m.) oddziela Piryn od Riły, a na południu – przełęcz Pariłska (1170 m n.p.m.) od Sławjanki. Odległość między tymi dwoma punktami sięga 60 km. Maksymalna szerokość pasma mierzona od miasta Sandanski do wsi Obidim wynosi 40 km. Od zachodu Piryn otaczają pasma: Włachina, Maleszewo, Osogowo i Ograżden, a od wschodu pasmo Rodopów.
Ze względu na geologię i położenie geograficzne Piryn dzieli się na trzy części: północną, środkową i południową. Różnią się one wielkością i poziomem atrakcyjności turystycznej.
- Piryn Północny stanowi największą i najbardziej reprezentatywną część, zajmującą 74% całej powierzchni pasma. Jej długość mierzona od przełęczy Predeł na północy do przełęczy Todorowa polana (1883 m n.p.m.) na południu wynosi 42 km. Północny Piryn jest najczęściej odwiedzaną częścią pasma, jedyną o charakterze alpejskim, z licznymi jeziorami i schroniskami. Znajduje się tu także najwyższy szczyt całego pasma, Wichren. Ze względu na swoją wielkość Piryn Północny dzieli się dalej na: obszar Mramor, obszar Północno-środkowy, obszar Południowo-środkowy, obszar Poleżan, obszar Kamenica, obszar Sinanica i obszar Debeli Rid.
- Piryn Środkowy rozciąga się od przełęczy Todorowa Polana do przełęczy Popowi Liwadi. Stanowi najmniejszą (7%) i najkrótszą część, o długości zaledwie 7 km. Najwyższy szczyt Orełak ma 2099 m n.p.m., a wysokość pozostałych szczytów nie przekracza 2000 m n.p.m. Pokrywają je gęste lasy, przede wszystkim iglaste. W Pirynie Środkowym znajdują się tylko dwa schroniska: Popowi Liwadi i Malina.
- Piryn Południowy jest najniższą i najłagodniejszą częścią. Wysokość najwyższego szczytu, Swestcznika, wynosi 1975 m n.p.m. Piryn Południowy zajmuje 17% powierzchni całego pasma, ma ok. 11 km długości i szerokości. W większości pokrywają go lasy iglaste i liściaste. Jest najrzadziej odwiedzaną częścią, stąd nie ma tu żadnych schronisk.

## Budowa geologiczna i rzeźba terenu

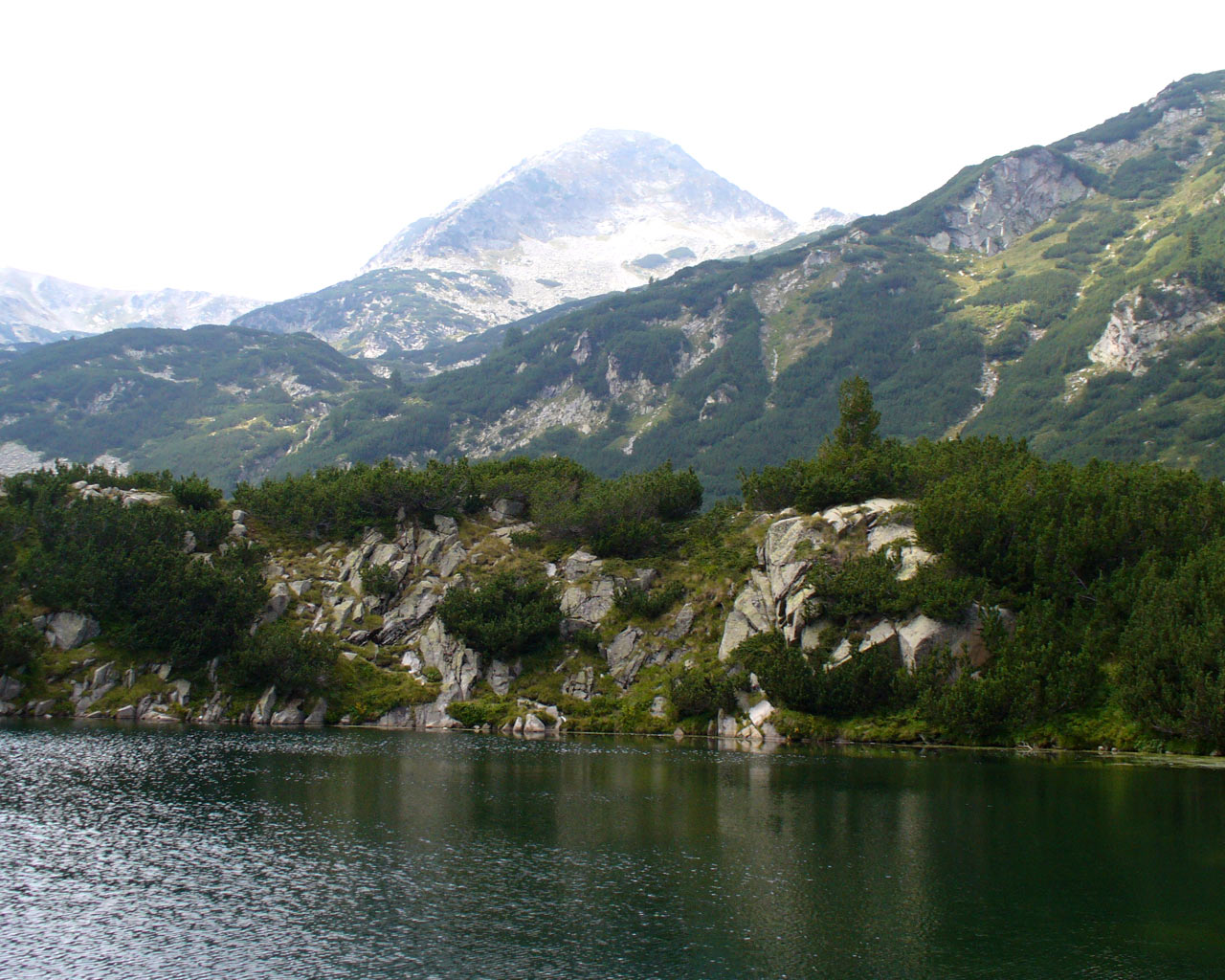
Widok na jezioro polodowcowe i marmurowy szczyt

Pod względem budowy geologicznej Piryn stanowi potężny masyw zbudowany z trzonu granitowego (skały granitowe zajmują 62% powierzchni) pokrytego głównie skałami metamorficznymi. Pasmo zostało wypiętrzone w trzeciorzędzie. Ruchy górotwórcze przeplatały się z długimi okresami spokoju. Na początku czwartorzędu miało miejsce zlodowacenie. Według niektórych naukowców wystąpiły aż dwa zlodowacenia, podczas których granica wiecznego śniegu znajdowała się na wysokości 2200–2300 m n.p.m. Ich erozyjna działalność doprowadziła do częściowego pokruszenia skał granitowych budujących szczyty, a także do stopniowego powstania pięknych, stromych zboczy o charakterze alpejskim, moren, pionowych urwisk i wielu cyrków, większość z których wypełniona jest teraz połyskującymi jeziorami polodowcowymi. W tym samym okresie szczyty granitowe uległy obniżeniu, a dominującą pozycję pod względem wysokości zajęły szczyty zbudowane obecnie ze skał marmurowych.
Główny grzbiet Pirynu jest wyraźnie zarysowany. Wije się on zakosami z północnego zachodu na południowy wschód, od granicy z Riłą na przełęczy Predeł do przełęczy Pariłska. Łączy w jeden układ oddzielne, mniejsze grzbiety i to w nim znajduje się najwyższy szczyt. Stanowi również dział wodny rozdzielający dorzecza Strumy i Mesty. Odchodzi od niego wiele bocznych grzbietów; cztery z nich są na tyle duże, że sprawiają wrażenie osobnych pasm. Ich nazwy to: Sinanishko, Todorino, Polejansko i Kamenishko.

## Najwyższe szczyty

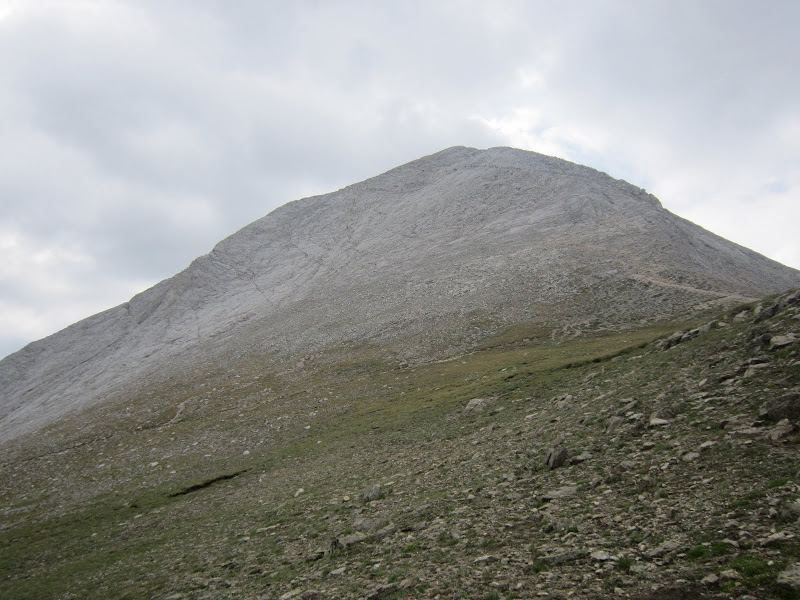
Wichren

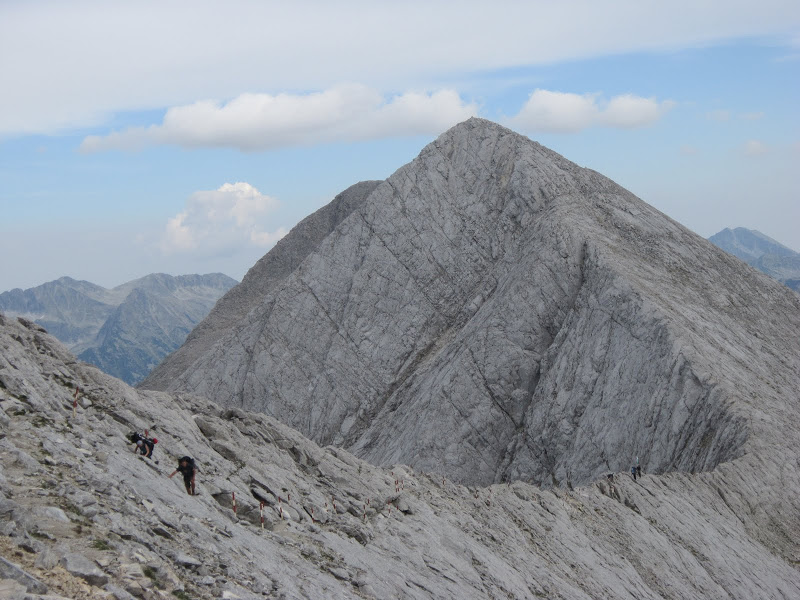
Kuteło

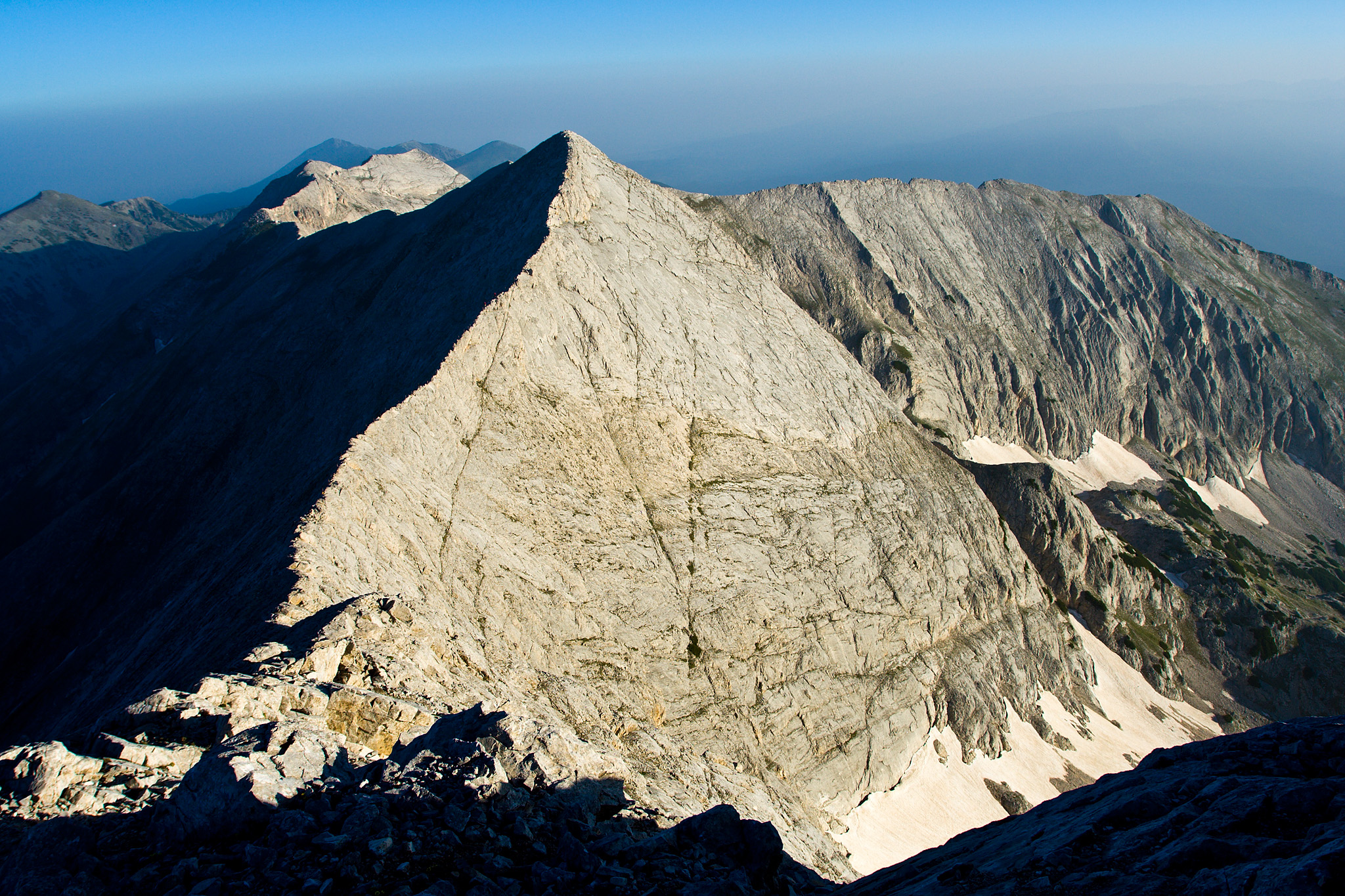
Banski Suchodoł

Dwa szczyty, Wichren i Kuteło, mają powyżej 2900 m n.p.m., siedem – powyżej 2800 m n.p.m., 17 – powyżej 2700 m n.p.m., a 40 – powyżej 2500 m n.p.m. Najwyższym szczytem zbudowanym z granitu jest Banderiszki czukar (2732 m n.p.m.).
20 najwyższych szczytów:
- Wichren (2914 m n.p.m.),
- Kuteło (2908 m n.p.m.),
- Banski Suchodoł (2884 m n.p.m.),
- Poleżan (2851 m n.p.m.),
- Kamenica (2822 m n.p.m.),
- Małyk Poleżan (2822 m n.p.m.),
- Bajuwi Dupki (2820 m n.p.m.),
- Golama straża (2800 m n.p.m.)
- Małka straża (2790 m n.p.m.),
- Jałowarnika (2763 m n.p.m.),
- Kajmakczał (2763 m n.p.m.),
- Gazej (2761 m n.p.m.),
- Kajmakczał (2753 m n.p.m.),
- Golama Todorka (2746 m),
- Banderiszki czukar (2732 m n.p.m.),
- Dżangał (2730 m n.p.m.),
- Momin dwor (2723 m n.p.m.),
- Koteszki czał (2715 m n.p.m.),
- Małka Todorka (2712 m n.p.m.),
- Czengenczał (2709 m n.p.m.),
- Disilica (2700 m n.p.m.),
- Kameniszka Kukła (2690 m n.p.m.),
- Kukpite (2686 m n.p.m.),
- Baszlijski czukar (2670 m n.p.m.),
- Muratow wrych (2669 m n.p.m.),
- Dżano (2668 m n.p.m.),
- Bezbog (2645 m n.p.m.),
- Siwrija (2593 m n.p.m.),
- Sinanica (2516 m n.p.m.).

## Wody

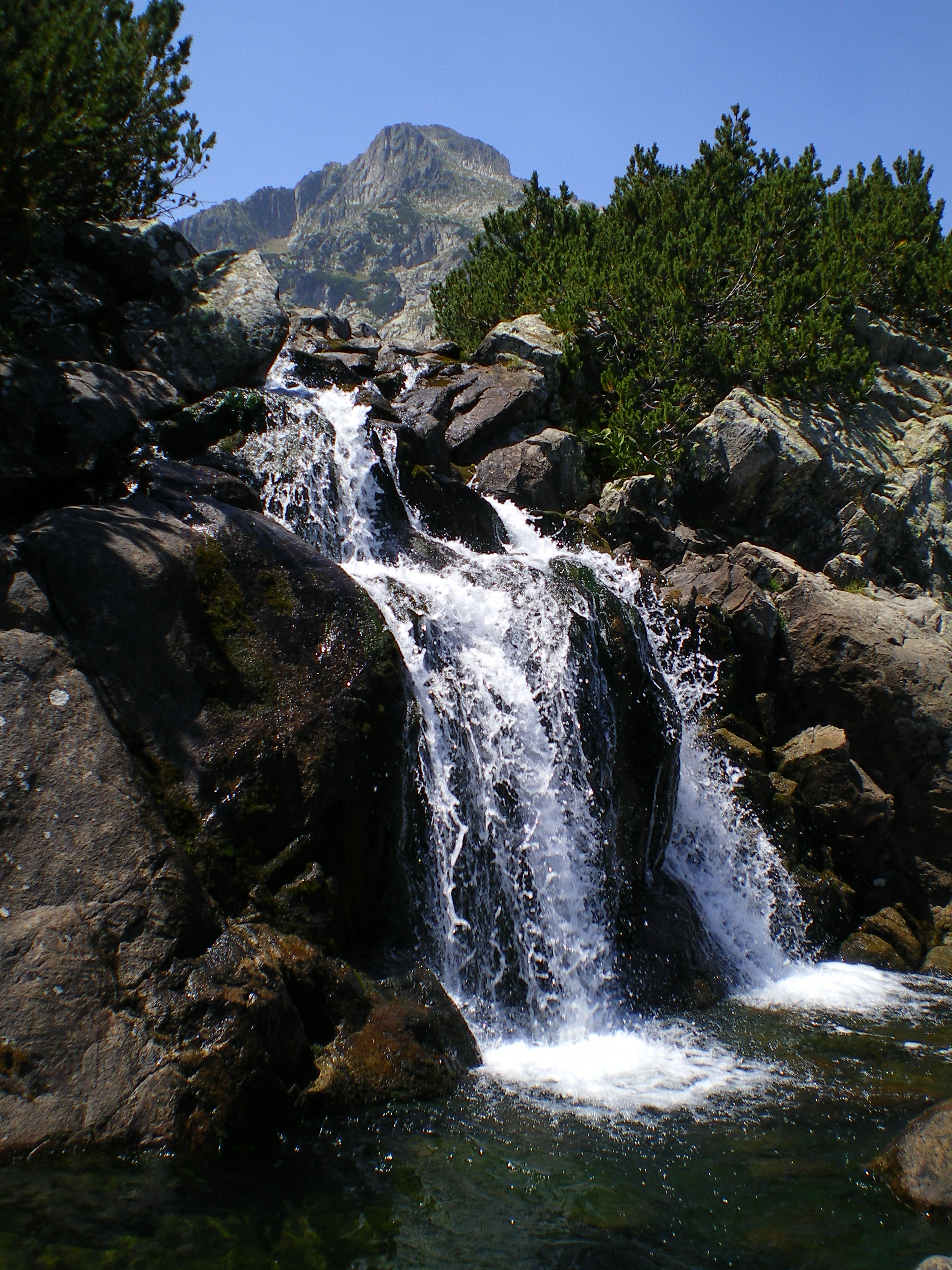
wodospad Popinolashki

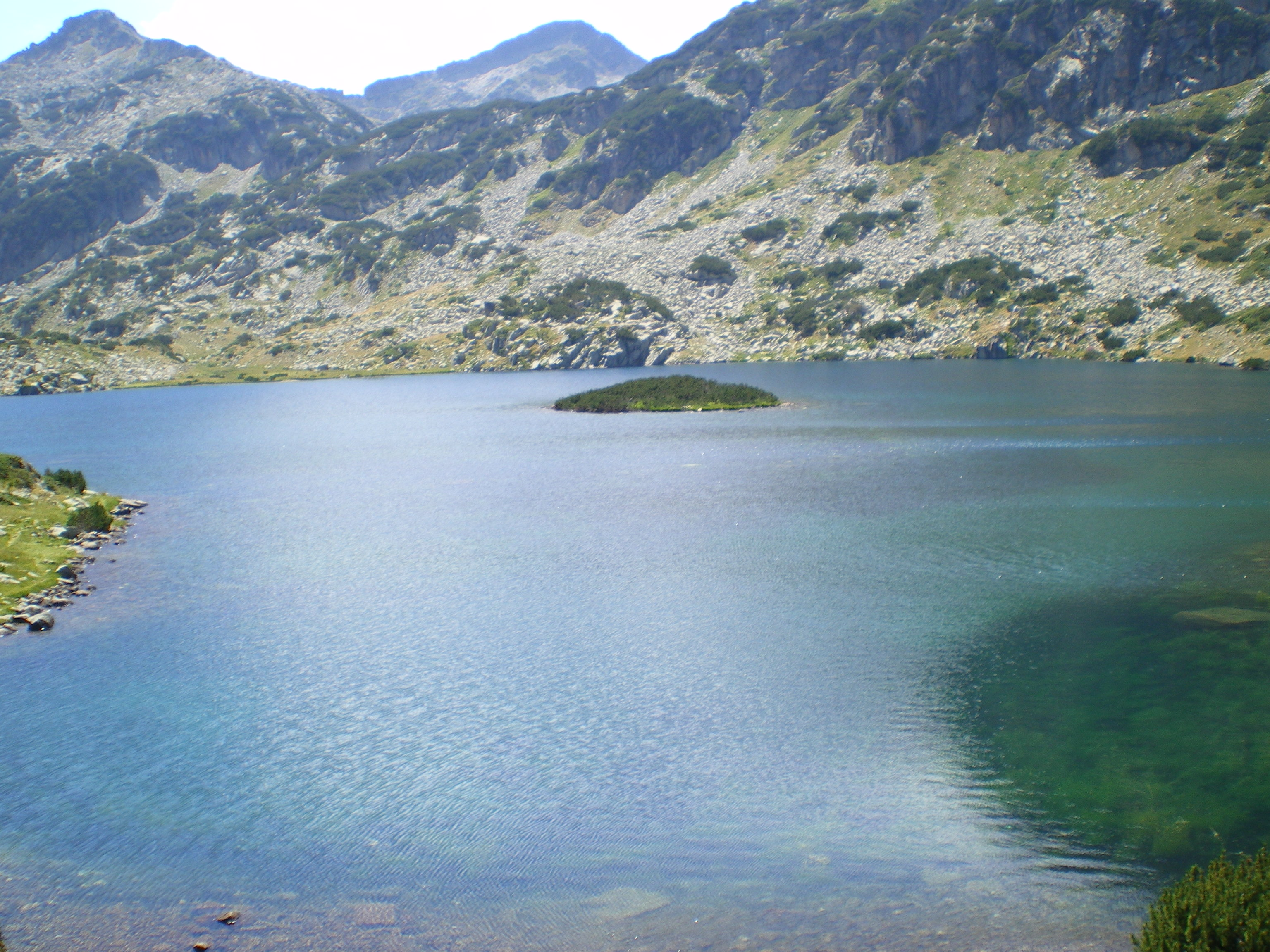
jezioro Popowo

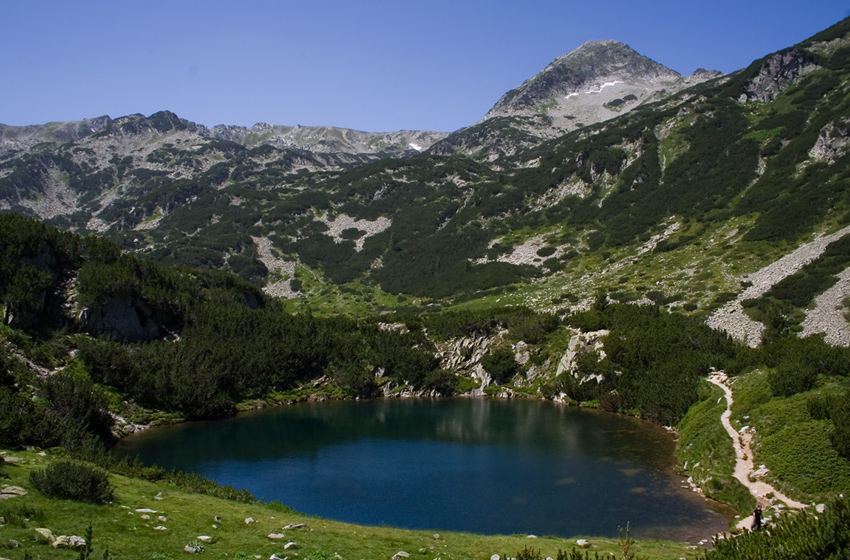
jezioro Okoto

Piryn słynie z obfitości w wodę. Bierze tu swój początek wiele rzek. Należą one do dorzeczy Strumy i Mesty. Rzeki te są krótkie, spienione, o wysokim przepływie. Duże nachylenie terenu sprawia, że płyną szybko, pokonując liczne uskoki, mimo to w Pirynie znajduje się tylko jeden znany wodospad, wodospad Popinołaszki, którego wysokość wynosi 12 m. Głównym grzbietem biegnie dział wód rozdzielający wspomniane wyżej dorzecza.
Do najbardziej znanych dopływów Mesty należą:
- Iztok, który płynie przez dolinę Razłog i ma liczne mniejsze dopływy,
- Pleszka płynąca przez wieś Dobriniszte,
- Bezboszka,
- Retije wypływająca z jeziora Popowo,
- Kamenica, Breznica i Korpica.

Do najbardziej znanych dopływów Strumy należą:
- Włachina wypływająca z jezior o tej samej nazwie,
- Sandanska Bistrica, która tworzy rozległą dolinę, ma wiele dopływów i przepływa przez miasto Sandanski,
- Mełniszka,
- Pirinska Bistrica, która stanowi granicę między Bułgarią i Grecją na południu.

Do najbardziej malowniczych elementów piryńskiego krajobrazu należy 176 krystalicznie czystych górskich jezior, nazywanych w bułgarskim folklorze oczami gór. Wszystkie są pochodzenia lodowcowego i wypełniają na ogół dna spektakularnych cyrków otoczonych przez urwiste marmurowe zbocza i ośnieżone szczyty. Największym i najgłębszym jeziorem jest Popovo. Do innych pięknych jezior należą następujące grupy: Banderiszki, Walawiszki, Wasilaszki, Włachini, Kremenski, Samodiwski, a także jezioro Sinaniszko. Jeziora cieszą się ogromną popularnością wśród turystów. Największe z nich jest czwartym co do wielkości i drugim pod względem głębokości w całej Bułgarii. Jezioro położone najwyżej jest najwyższym jeziorem nie tylko w Bułgarii, ale i na całych Bałkanach.
Największe i najważniejsze grupy jezior:
- Małokameniszki ezera (20)
- Bynderiszki ezera (16)
- Wasiłaszki ezera (12)
- Popowi ezera (11)
- Walawiszki ezera (10)
- Czairski ezera (9)
- Kremenski ezera (5)
- Włachini ezera (5)
- Baszlijski ezera (4)
- Prewałski ezera (4)
- Tipicki ezera (3)

Wiele jezior nie jest częścią grup. Są to m.in.: Sinaniszko, Bezboszko i Dautowo.
W Golemija Kazan (dosł. w Wielkim Kotle) pod Wichrenem znajduje się malutki lodowiec (lód, który nie topnieje przez cały rok) o wymiarach 90x40 m. Drugi taki lodowczyk można zobaczyć pod Kamenicą.

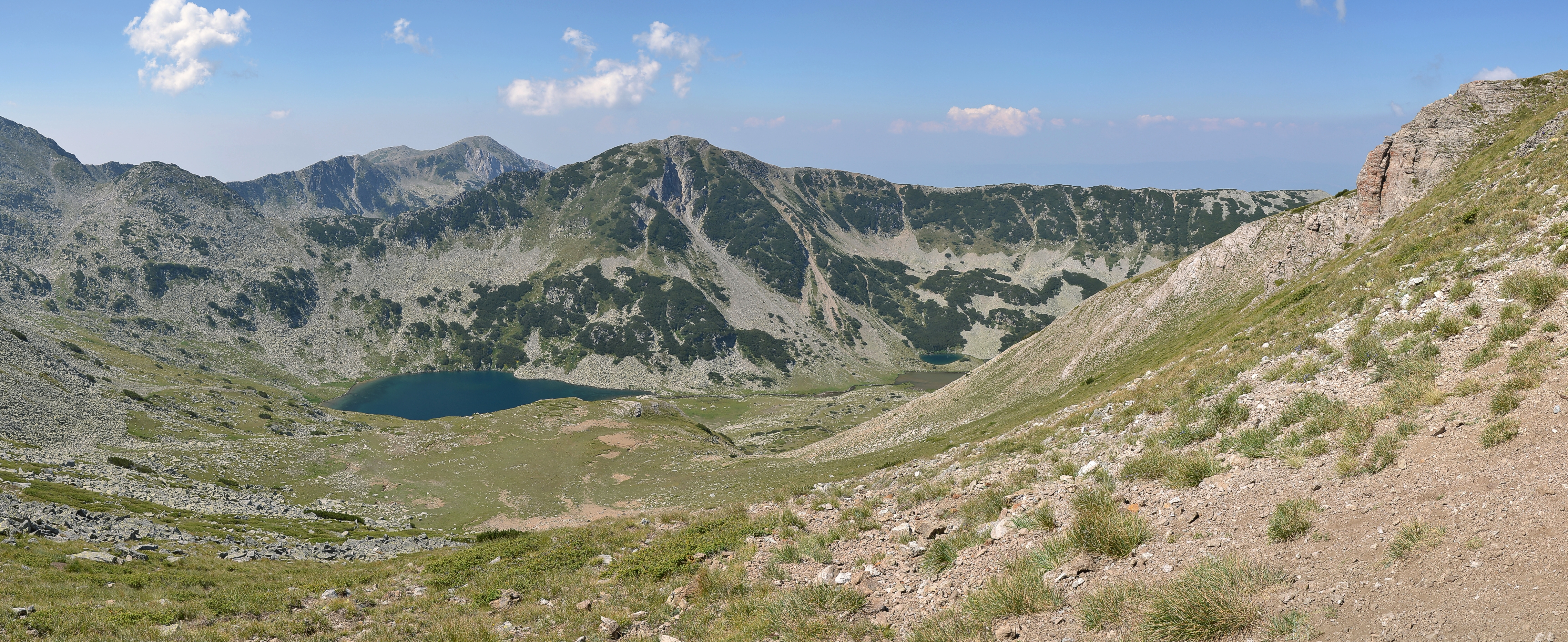
Włachini ezera (na lewo największe z nich), widziane spod szczytu Wichren

## Flora i fauna

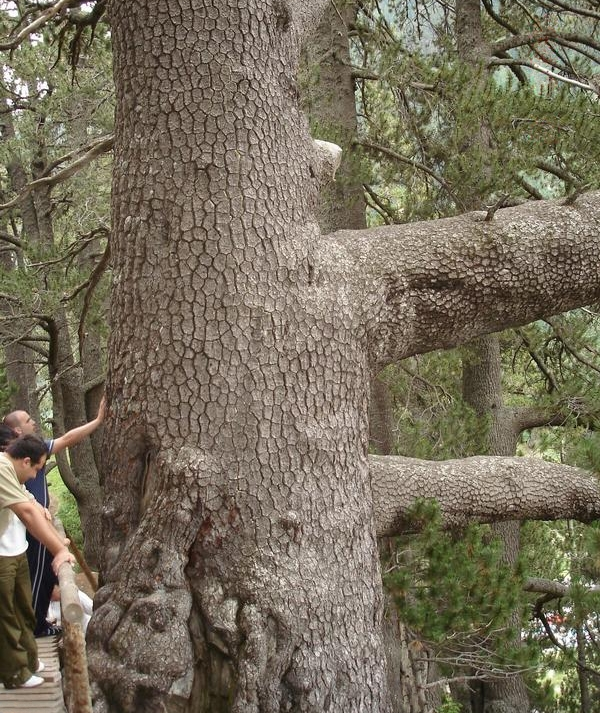
Sosna Bajkuszewa, najstarsze drzewo w Bułgarii

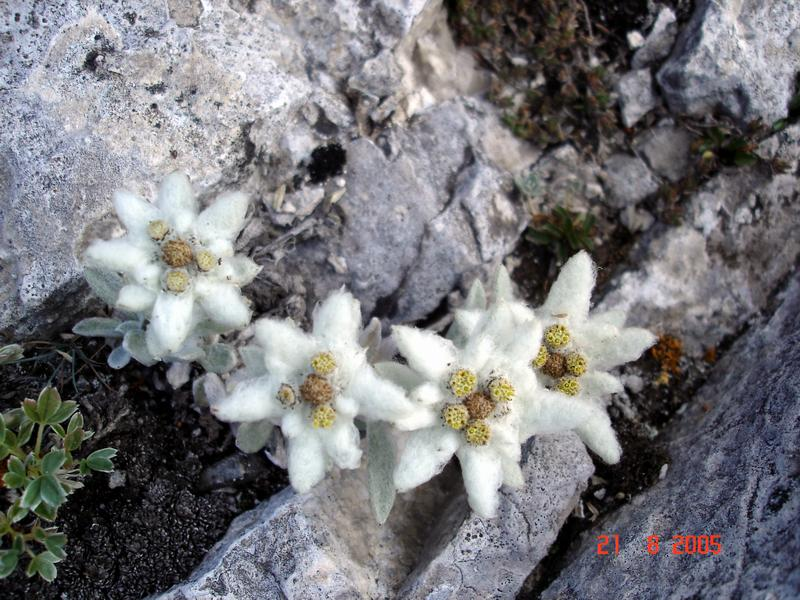
Szarotka alpejska na zboczu Konczeto

Piryn charakteryzuje się bogatym i różnorodnym światem roślin i zwierząt. Jak dotąd stwierdzono tu występowanie ponad 1300 gatunków roślin, co stanowi około 1/3 wszystkich gatunków roślin krajowych. Piryn jest środowiskiem życia 320 gatunków porostów i kilkuset gatunków glonów. 18 gatunków roślin uznaje się za endemity. Należą do nich m.in. mak piriński, pirińska wiązówka błotna i tymianek piriński. Występuje tu wiele roślin rzadkich i chronionych, jak budząca powszechny zachwyt szarotka alpejska. Zmiana klimatu wraz ze wzrostem wysokości nad poziomem morza spowodowała wykształcenie się trzech pięter roślinności: reglowego, subalpejskiego i alpejskiego. W piętru reglowym, sięgającym do 2000 m n.p.m., przeważają drzewa iglaste, takie jak sosna czarna, sosna zwyczajna, sosna rumelijska, sosna bośniacka, świerk i jodła bułgarska. Do wysokości 2500 m n.p.m. rozciąga się piętro subalpejskie zdominowane przez kosodrzewinę i jałowie, których wielkość maleje wraz ze wzrostem wysokości. Powyżej 2500 m n.p.m. występuje piętro alpejskie porośnięte przez trawy, mchy i porosty, a także liczne krzewy borówek. Bardziej charakterystyczna jest roślinność wokół strumieni i jezior, w której żyje spora ilości owsików. Najsłynniejszym drzewem w Pirynie jest Sosna Bajkuszewa, nazwana tak na cześć leśnika, który ją odkrył. Drzewo ma ponad 1300 lat, co czyni je niemal tak wiekowym jak sama Bułgaria.
W Pirynie występuje ponad 2000 gatunków bezkręgowców (pajęczaków, pareczników, owadów i ślimaków) oraz 250 gatunków kręgowców, w tym 177 gatunków ptaków, 45 gatunków ssaków i tylko 6 gatunków ryb. Wiele zwierząt jest zagrożonych wyginięciem i wymaga specjalnej ochrony. Zalicza się do nich orła cesarskiego i dzięcioła trójpalczastego. Do najliczniejszych kręgowców należą: kozica, niedźwiedź brunatny, wilk, sarna, lis, głuszec, orzeł i sokół.
W celu ochrony bogatego świata roślin i zwierząt w 1962 roku utworzono Park Narodowy Wichrenu. W 1975 roku zmieniono jego nazwę na Park Narodowy Pirynu. Obejmuje on powierzchnię 403,325 km², chroniąc największe w Bułgarii połacie lasu, w których rosną sosny rumelijska i bośniacka, a także wiele innych rzadkich i endemicznych gatunków. 15% powierzchni parku zajmuje kilka rezerwatów przyrody. W 1983 roku Park Narodowy Pirynu został wpisany na listę światowego dziedzictwa UNESCO.

## Schroniska

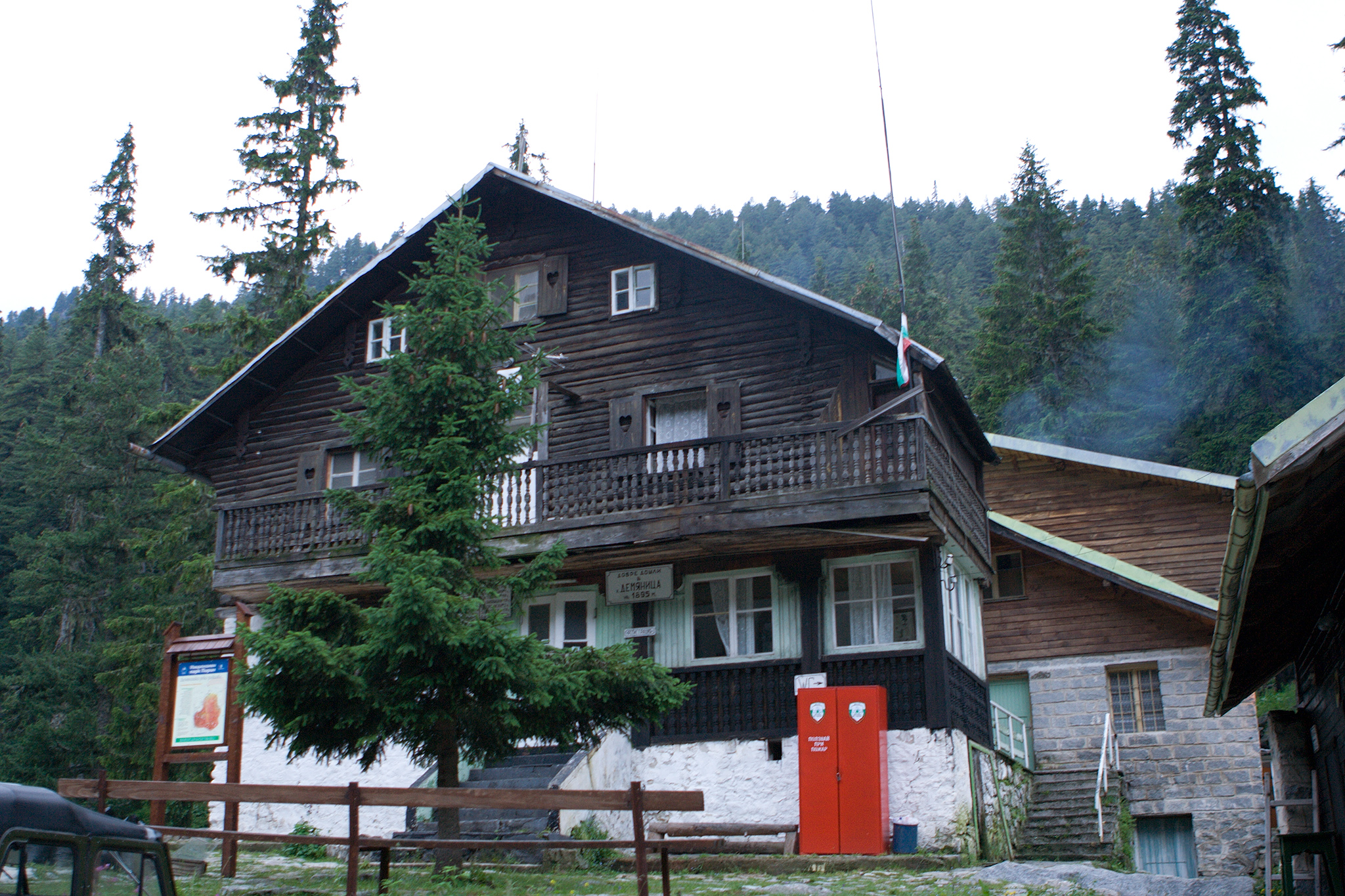
schronisko Demjanica

- Bynderica – 1810 m n.p.m. (najstarsze schronisko),
- Begowica – 1750 m n.p.m.,
- Bezbog – 2240 m n.p.m.,
- Demjanica – 1985 m n.p.m.,
- Goce Dełczew – 1480 m n.p.m.,
- Jane Sandanski – 1230 m n.p.m.,
- Jaworow – 1740 m n.p.m.,
- Piryn – 1640 m n.p.m.,
- Popowi Liwadi – 1412 m n.p.m.
- Sinanica – 2200 m n.p.m.,
- Wichren – 1950 m n.p.m.,
- Zagaza – 1390 m n.p.m.